# Aurelia Correia
Dona Aurelia Correia, född okänt år, död omkring 1875, var en portugisisk affärsidkare och diplomat. Hon var även känd som Mae Aurelia, Mame Correia Aurelia och Madame Oralia. Hon var en nyckelfigur i Guinea-Bissaus näringsliv under 1800-talets första hälft, då hon var en dominant aktör i det regionala affärslivet, och betraktas som den mest berömda av de många mäktiga afroportugisiska affärskvinnor som dominerade handeln i området.  

## Biografi
Aurelia Correias bakgrund liksom hennes exakta födelse- och dödsår är okänt, men hon tillhörde klassen av afroportugiser, avkomlingar av portugisiska män och inhemska kvinnor, som utgjorde en privilegierad klass i den portugisiska besittningen. Hon ska ha varit systerdotter till Julia da Silva Cardoso, som i alla händelser var hennes fostermor, och härstammade på morssidan från Bijago, den matrilinjära dynastin på ön Orango. Hon blev livspartner till den portugisiske guvernören och näringsidkaren Caetano José Nozolini (1800–1850) på Cape Verde, med vilken hon fick tre döttrar och en son. Aurelia Correia var också Nozolinis aktiva affärspartner och grundade med honom multiföretaget Nozolini Jr. & Co., som hon övertog med sina portugisiska svärsöner efter hans död 1850.
Från mitten av 1830-talet hade hon, med ett kapital grundat på slavhandel, övergått till plantageodling av jordnötter med hjälp av slavarbetskraft. Hennes slavhandel utsattes alltmer av internationella attacker då skepp togs av Royal Anti-Slave Squadron, som också 1839 brände hennes plantage och slavfabrik på hennes bas på ön Bolama 1839. Slavhandeln, som vid denna tid fortfarande pågick illegalt, började gradvis ersättas av jordnötshandeln, som Correia exporterade till Marseille via Gorée. Hon introducerade jordnötsodling på många håll i Guinea och kom att bli den kanske största jordnötsexportören i Guinea. Hon agerade även medlare och diplomat mellan portugiser och den inhemska befolkningen, mellan stridigheter liksom konflikter om nya internationella affärslagar, och medlade även mellan portugiser och britter. Hon ägde på 1850-talet nästa en tredjedel av besittningens slavar. År 1860 tvingades hon lämna Bolama då ön ockuperades av trupper från Freetown.
Aurelia Correias företag upplöstes under 1860-talet. Hon betraktades av portugiserna som en viktig drivande kraft i den portugisiska besittningen och har i den inhemska muntliga traditionen beskrivits som en mäktig affärskvinna.